# Phaio impellucida
Phaio impellucida là một loài bướm đêm thuộc phân họ Arctiinae, họ Erebidae.